# Albert Nadler
Pour les articles homonymes, voir Nadler.
Albert Nadler est un architecte né le 31 décembre 1863 à Frauenfeld et mort en 1952.

## Biographie
Né à Frauenfeld en Suisse, il est arrivé à Strasbourg en 1889 où il s'installe au no 27, rue des Juifs.

## Constructions

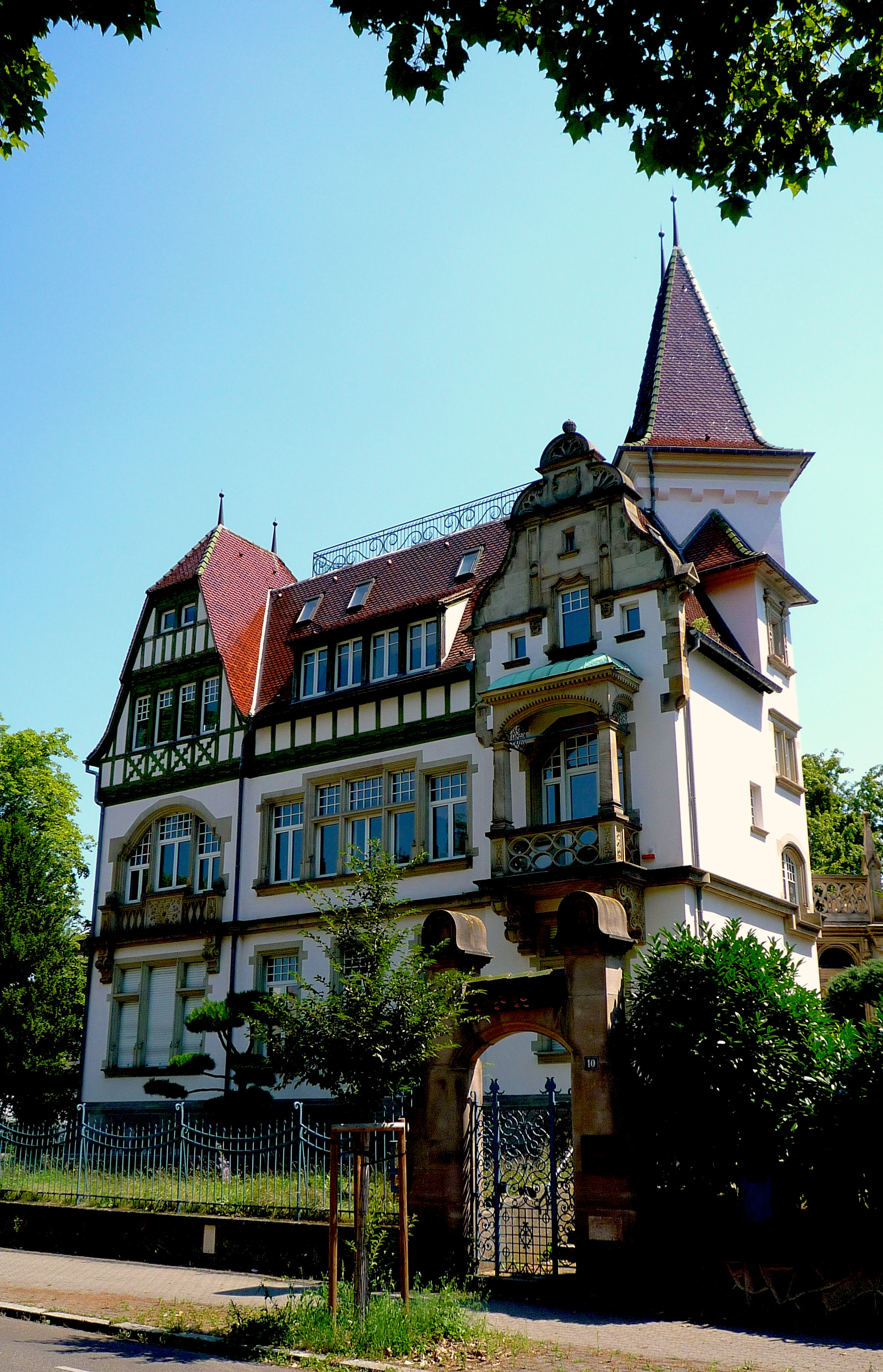
Le Manoir du Contades (ou Villa Osterloff) à Strasbourg

- 1898 : 6 rue Turenne, Strasbourg ;
- 1901-1902 : Manoir du Contades, Strasbourg ;
- 1907 : le Katholischer Bahnhof, cité ouvrière du boulevard de Lyon, Strasbourg.